# Kahlenbergturm
Der Kahlenbergturm ist ein etwa 23 Meter hoher Aussichtsturm auf dem 312,7 m ü. NHN hohen Kahlenberg bei Schieder. Der Turm steht unter Denkmalschutz und ist unter der Nummer 107 in der Liste der Baudenkmäler in Schieder-Schwalenberg eingetragen.

## Geschichte

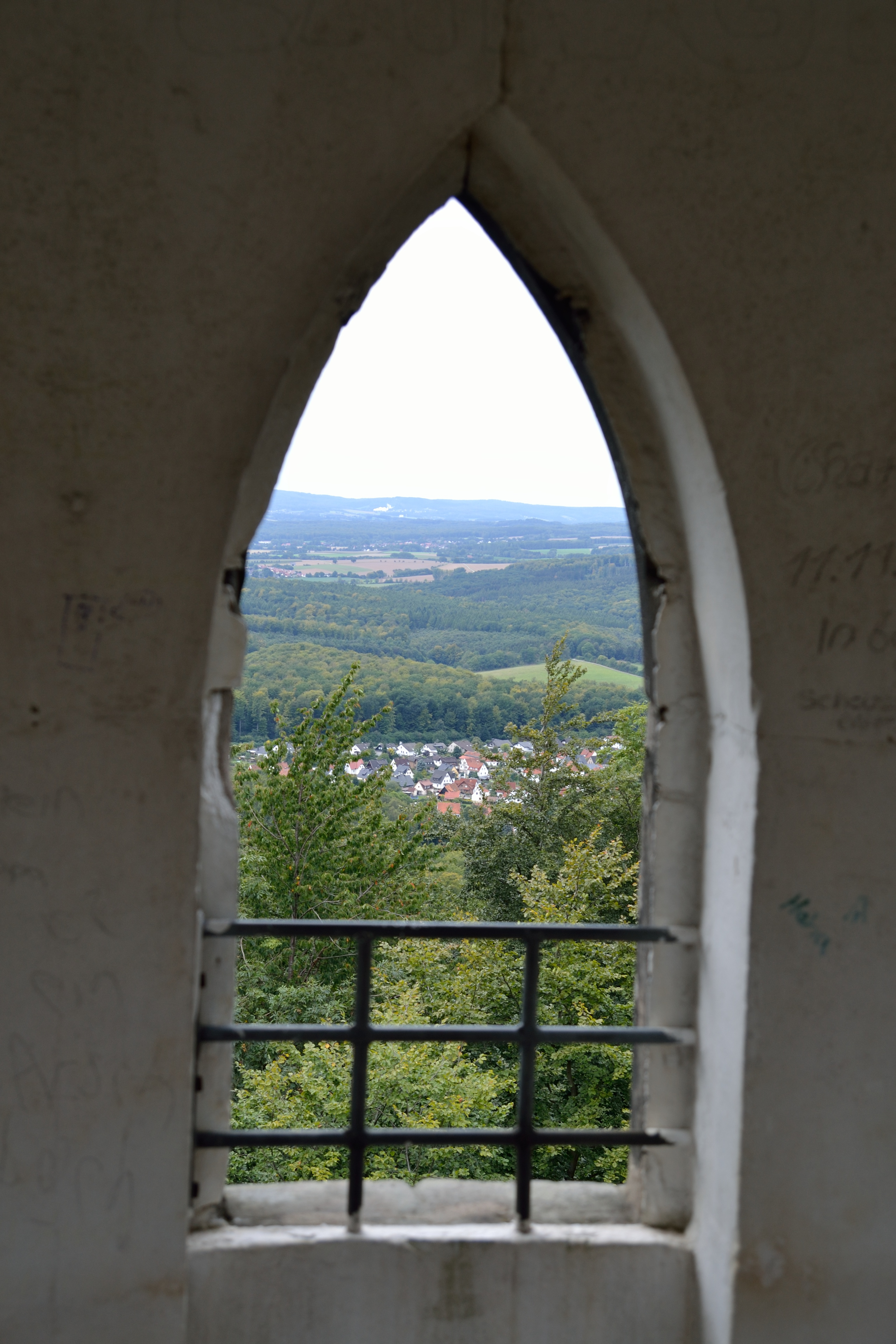
Blick auf Schieder

Alte Rechnungen belegen, dass auf dem Kahlenberg zuvor ein Gebäude stand, vermutlich eine Schutzhütte, die 1808 abgebrochen wurde.
Auf Anregung des Amtes Schieder erteilte am 6. November 1840 Fürst Leopold II. die Anweisung, auf dem Kahlenberg einen rund 80 Fuß hohen Turm zu errichten. Es wird davon ausgegangen, dass neben nachgewiesen repräsentativen Zwecken hier auch Arbeitsbeschaffung für die lokale Bevölkerung das Ziel war. Mit der Planung beauftragte man den fürstlichen Baubeamten Ferdinand Wilhelm Brune, und noch im gleichen Jahr wurden Bauvorbereitungen getroffen: Zufahrtswege wurden geebnet, die Steine wurden aus einem Steinbruch in Feldrom herbeigeschafft, der Sand von den Externsteinen.
Der eigentliche Turmbau begann im April des folgenden Jahres mit Ausschachtungs- und Maurerarbeiten, die im Dezember 1841 abgeschlossen waren. Zum Abschluss wurde der Platz um den Turm hergerichtet. Eine zu einem späteren Zeitpunkt errichtete Hütte am Fuß des Turms ist nicht erhalten.
Seine Funktion als weithin sichtbares Wahrzeichen hat der Turm im Laufe der Jahrzehnte aufgrund des zunehmenden Bewuchs des Kahlenbergs mit Buchen verloren.

## Architektur
Der aus Bruchstein-Mauerwerk bestehende Turm ist optisch dreigeteilt. Das untere Drittel bildet ein quadratischer, sich nach oben verjüngender Sockel mit der Grundfläche von 5,2 m × 5,2 m. Der Eingang in westlicher Richtung wird nach oben durch einen gotischen Spitzbogen abgeschlossen. Oberhalb des Eingangs ist das fürstliche Wappen eingelassen. Über dem Sockel erhebt sich der runde Turmschaft, der auf halber Höhe durch einen umlaufenden Zahnschnitt-Fries geschmückt wird. Den Abschluss bilden zwölf ebenfalls im gotischen Stil gehaltene Fenster, darauf ist ein flaches Kegeldach aus Zinkblech. Gelegentlich in die Fassade eingelassene Belichtungsöffnungen helfen beim Ersteigen der 101-stufigen Wendeltreppe.